# 哲六矛虫
哲六矛虫（学名：Hexalonche philosophica）为三轴球虫科六矛虫属的动物。分布于北太平洋、英吉利海峡，包括东海等海域。